# دونا لي
دونا لي (بالإنجليزية: Donna Lee)‏ هي لاعب هوكي الحقل أمريكية، ولدت في 27 يوليو 1960.

## وصلات خارجية
- دونا لي على موقع أوليمبيديا (الإنجليزية)